# اینگرید هارمالو
اینگرید هارمالو (انگلیسی: Ingrid Haralamow؛ زادهٔ ۲۹ ژوئیهٔ ۱۹۶۶) قایقران کایاک، و قایقران کانو اهل سوئیس است.